# Flemming Ladefoged Hansen
 Der er flere personer med dette navn, se Flemming Hansen (flertydig).
Flemming Ladefoged Hansen (født 11. september 1948 i Fredericia, død 14. juli 2013 i Fredericia) er en dansk håndboldspiller, som deltog i Sommer-OL 1972.
Han spillede håndbold for klubben Fredericia KFUM, og var topscorer i sæsonerne 1971, 1972, 1973, 1974, 1975, og 1976 i Håndboldligaen. I 1972 var han med på Danmarks håndboldlandshold som endte på en niendeplads under Sommer-OL. Han spillede i alle fem kampe og scorede 27 mål.